# Kwalifikacyjne turnieje interkontynentalne w piłce siatkowej mężczyzn do Letnich Igrzysk Olimpijskich 2012
Światowe Turnieje Kwalifikacyjne do Igrzysk Olimpijskich w Londynie odbyły się w trzech miastach: Tokio, Berlinie oraz Sofii w dniach od 1 do 10 czerwca 2012 roku. Wzięło w nich udział 16 reprezentacji narodowych podzielonych na trzy grupy. Turniej w Tokio był jednocześnie kwalifikacją Azji.  

## System rozgrywek
- W turniejach interkontynentalnych udział wzięło 16 reprezentacji.
- W turniejach w Bułgarii i Niemczech zagrały po 4 zespoły, natomiast w Japonii - 8 zespołów.
- W każdym turnieju drużyny rozegrały między sobą po jednym spotkaniu. Do turnieju olimpijskiego awansowali zwycięzcy poszczególnych turniejów.
- Zawody w Japonii stanowiły jednocześnie azjatyckie kwalifikacje, z tego względu poza zwycięzcą awans na igrzyska uzyskała także najlepsza drużyna z Azji.
- Przy ustalaniu kolejności zespołów w tabeli decydowały kolejno: liczba zdobytych punktów, liczba wygranych meczów, stosunek setów, stosunek małych punktów.

## Drużyny uczestniczące
Gospodarze
- Japonia
- Bułgaria (1)
- Niemcy

Zakwalifikowani z Mistrzostw Azji 2011
- Iran
- Chiny
- Korea Południowa
- Australia
- Indie
- Pakistan

Zakwalifikowani na podstawie rankingu FIVB z 4 stycznia 2012
- Kuba (NORCECA - 5. miejsce)
- Serbia (CEV - 7. miejsce)
- Egipt (CAVB - 11. miejsce)
- Wenezuela (CSV - 16. miejsce)
- Portoryko (NORCECA - 17. miejsce)
- Francja (CEV - 21. miejsce)
- Czechy (CEV - 23. miejsce)

(1) Początkowo organizatorem turnieju miały być Włochy, jednak ze względu na wywalczenie przez włoską reprezentację kwalifikacji w kwalifikacjach kontynentalnych organizację powierzono Bułgarii.

Cztery najlepsze zespoły Mistrzostw Azji 2011 automatycznie rozlokowane zostały w turnieju w Japonii, pozostałe rozlosowano na turnieje w Bułgarii i Niemczech.

## I Światowy Turniej Kwalifikacyjny – Tokio

### Drużyny uczestniczące
- Australia
- Japonia
- Portoryko
- Korea Południowa
- Chiny
- Wenezuela
- Serbia
- Iran

### Tabela
| Lp. | Drużyna          | Pkt | Mecze | Mecze | Mecze | Sety | Sety | Sety   | Małe punkty | Małe punkty | Małe punkty |
| Lp. | Drużyna          | Pkt | M     | W     | P     | wyg. | prz. | ratio  | zdob.       | str.        | ratio       |
| --- | ---------------- | --- | ----- | ----- | ----- | ---- | ---- | ------ | ----------- | ----------- | ----------- |
| 1   | Serbia           | 21  | 7     | 7 (0) | 0 (0) | 21   | 1    | 21.000 | 552         | 426         | 1.296       |
| 2   | Australia        | 15  | 7     | 5 (0) | 2 (0) | 15   | 8    | 1.875  | 527         | 470         | 1.121       |
| 3   | Iran             | 14  | 7     | 5 (1) | 2 (0) | 16   | 9    | 1.778  | 612         | 547         | 1.119       |
| 4   | Japonia          | 11  | 7     | 4 (1) | 3 (0) | 13   | 12   | 1.083  | 579         | 567         | 1.021       |
| 5   | Chiny            | 11  | 7     | 3 (0) | 4 (2) | 13   | 14   | 0.929  | 575         | 599         | 0.960       |
| 6   | Korea Południowa | 8   | 7     | 3 (2) | 4 (1) | 13   | 16   | 0.813  | 593         | 635         | 0.934       |
| 7   | Wenezuela        | 3   | 7     | 1 (0) | 6 (0) | 4    | 18   | 0.222  | 453         | 542         | 0.836       |
| 8   | Portoryko        | 1   | 7     | 0 (0) | 7 (1) | 4    | 21   | 0.190  | 489         | 594         | 0.823       |

### Wyniki spotkań
Dzień 1
| Data  | Godz. | Drużyna 1 | Wynik | Drużyna 2        | 1     | 2     | 3     | 4 | 5 | Widzów | * |
| ----- | ----- | --------- | ----- | ---------------- | ----- | ----- | ----- | - | - | ------ | - |
| 01.06 | 11:00 | Australia | 3:0   | Wenezuela        | 25:14 | 25:22 | 25:18 |   |   | 340    | 1 |
| 01.06 | 13:30 | Portoryko | 0:3   | Chiny            | 23:25 | 19:25 | 17:25 |   |   | 250    | 2 |
| 01.06 | 16:00 | Iran      | 3:0   | Korea Południowa | 25:17 | 25:18 | 25:16 |   |   | 840    | 3 |
| 01.06 | 19:05 | Japonia   | 0:3   | Serbia           | 19:25 | 23:25 | 16:25 |   |   | 4000   | 4 |

Dzień 2
| Data  | Godz. | Drużyna 1        | Wynik | Drużyna 2 | 1     | 2     | 3     | 4     | 5     | Widzów | * |
| ----- | ----- | ---------------- | ----- | --------- | ----- | ----- | ----- | ----- | ----- | ------ | - |
| 02.06 | 11:00 | Australia        | 3:0   | Portoryko | 25:14 | 25:19 | 25:20 |       |       | 650    | 5 |
| 02.06 | 13:30 | Chiny            | 2:3   | Iran      | 25:23 | 21:25 | 31:29 | 15:25 | 13:15 | 1100   | 6 |
| 02.06 | 16:00 | Korea Południowa | 1:3   | Serbia    | 23:25 | 22:25 | 25:17 | 12:25 |       | 2500   | 7 |
| 02.06 | 19:05 | Japonia          | 3:0   | Wenezuela | 25:20 | 25:20 | 32:30 |       |       | 9 200  | 8 |

Dzień 3
| Data  | Godz. | Drużyna 1 | Wynik | Drużyna 2        | 1     | 2     | 3     | 4     | 5    | Widzów | *  |
| ----- | ----- | --------- | ----- | ---------------- | ----- | ----- | ----- | ----- | ---- | ------ | -- |
| 05.06 | 11:00 | Portoryko | 0:3   | Wenezuela        | 20:25 | 20:25 | 21:25 |       |      | 150    | 9  |
| 05.06 | 13:30 | Iran      | 1:3   | Australia        | 25:17 | 18:25 | 18:25 | 23:25 |      | 460    | 10 |
| 05.06 | 16:00 | Serbia    | 3:0   | Chiny            | 25:15 | 25:13 | 25:21 |       |      | 1040   | 11 |
| 05.06 | 19:05 | Japonia   | 3:2   | Korea Południowa | 25:22 | 24:26 | 25:20 | 19:25 | 15:6 | 9000   | 12 |

Dzień 4
| Data  | Godz. | Drużyna 1 | Wynik | Drużyna 2        | 1     | 2     | 3     | 4     | 5 | Widzów | *  |
| ----- | ----- | --------- | ----- | ---------------- | ----- | ----- | ----- | ----- | - | ------ | -- |
| 06.06 | 11:00 | Portoryko | 1:3   | Iran             | 24:26 | 16:25 | 25:22 | 20:25 |   | 174    | 13 |
| 06.06 | 13:30 | Australia | 0:3   | Serbia           | 18:25 | 19:25 | 18:25 |       |   | 420    | 14 |
| 06.06 | 16:00 | Wenezuela | 0:3   | Korea Południowa | 25:27 | 22:25 | 15:25 |       |   | 1000   | 15 |
| 06.06 | 19:05 | Japonia   | 1:3   | Chiny            | 19:25 | 27:25 | 18:25 | 18:25 |   | 9800   | 16 |

Dzień 5
| Data  | Godz. | Drużyna 1        | Wynik | Drużyna 2 | 1     | 2     | 3     | 4     | 5     | Widzów | *  |
| ----- | ----- | ---------------- | ----- | --------- | ----- | ----- | ----- | ----- | ----- | ------ | -- |
| 07.06 | 11:00 | Iran             | 3:0   | Wenezuela | 25:16 | 25:16 | 25:20 |       |       | 160    | 17 |
| 07.06 | 13:30 | Serbia           | 3:0   | Portoryko | 25:19 | 25:17 | 25:18 |       |       | 450    | 18 |
| 07.06 | 16:00 | Korea Południowa | 3:2   | Chiny     | 25:21 | 22:25 | 25:20 | 14:25 | 15:13 | 1150   | 19 |
| 07.06 | 19:05 | Japonia          | 3:0   | Australia | 25:22 | 25:23 | 25:12 |       |       | 10000  | 20 |

Dzień 6
| Data  | Godz. | Drużyna 1 | Wynik | Drużyna 2        | 1     | 2     | 3     | 4     | 5 | Widzów | *  |
| ----- | ----- | --------- | ----- | ---------------- | ----- | ----- | ----- | ----- | - | ------ | -- |
| 09.06 | 11:00 | Iran      | 0:3   | Serbia           | 28:30 | 28:30 | 22:25 |       |   | 880    | 21 |
| 09.06 | 13:30 | Wenezuela | 1:3   | Chiny            | 18:25 | 26:28 | 25:19 | 21:25 |   | 1430   | 22 |
| 09.06 | 16:00 | Australia | 3:1   | Korea Południowa | 25:22 | 25:17 | 23:25 | 25:20 |   | 2600   | 23 |
| 09.06 | 19:05 | Japonia   | 3:1   | Portoryko        | 22:25 | 25:21 | 25:19 | 25:16 |   | 10000  | 24 |

Dzień 7
| Data  | Godz. | Drużyna 1        | Wynik | Drużyna 2 | 1     | 2     | 3     | 4     | 5     | Widzów | *  |
| ----- | ----- | ---------------- | ----- | --------- | ----- | ----- | ----- | ----- | ----- | ------ | -- |
| 10.06 | 11:00 | Serbia           | 3:0   | Wenezuela | 25:14 | 25:13 | 25:23 |       |       | 850    | 25 |
| 10.06 | 13:30 | Chiny            | 0:3   | Australia | 12:25 | 20:25 | 13:25 |       |       | 2400   | 26 |
| 10.06 | 16:00 | Korea Południowa | 3:2   | Portoryko | 15:25 | 25:18 | 19:25 | 25:16 | 15:12 | 4300   | 27 |
| 10.06 | 19:05 | Japonia          | 0:3   | Iran      | 22:25 | 33:35 | 22:25 |       |       | 10000  | 28 |

### Nagrody indywidualne
| Najlepszy punktujący | Najlepszy atakujący | Najlepszy blokujący | Najlepszy zagrywający | Najlepszy broniący | Najlepszy libero | Najlepszy rozgrywający | Najlepszy przyjmujący |
| -------------------- | ------------------- | ------------------- | --------------------- | ------------------ | ---------------- | ---------------------- | --------------------- |
| Tatsuya Fukuzawa     | Kunihiro Shimizu    | Mohammad Musawi     | Thomas Edgar          | Qi Ren             | Farhad Zarif     | Sa’id Maruf            | Oh-Hyun Yeo           |

## II Światowy Turniej Kwalifikacyjny – Sofia

### Drużyny uczestniczące
- Bułgaria
- Francja
- Pakistan
- Egipt

### Tabela
| Lp. | Drużyna  | Pkt | Mecze | Mecze | Mecze | Sety | Sety | Sety  | Małe punkty | Małe punkty | Małe punkty |
| Lp. | Drużyna  | Pkt | M     | W     | P     | wyg. | prz. | ratio | zdob.       | str.        | ratio       |
| --- | -------- | --- | ----- | ----- | ----- | ---- | ---- | ----- | ----------- | ----------- | ----------- |
| 1   | Bułgaria | 9   | 3     | 3 (0) | 0 (0) | 9    | 2    | 4.500 | 273         | 216         | 1.264       |
| 2   | Francja  | 6   | 3     | 2 (0) | 1 (0) | 7    | 5    | 1.400 | 284         | 263         | 1.080       |
| 3   | Egipt    | 3   | 3     | 1 (0) | 2 (0) | 5    | 6    | 0.833 | 230         | 247         | 0.931       |
| 4   | Pakistan | 0   | 3     | 0 (0) | 3 (0) | 1    | 9    | 0.111 | 186         | 247         | 0.753       |

### Wyniki spotkań
Dzień 1
| Data  | Godz. | Drużyna 1 | Wynik | Drużyna 2 | 1     | 2     | 3     | 4     | 5 | Widzów | * |
| ----- | ----- | --------- | ----- | --------- | ----- | ----- | ----- | ----- | - | ------ | - |
| 08.06 | 17:30 | Egipt     | 1:3   | Francja   | 22:25 | 25:18 | 15:25 | 21:25 |   | 900    | 1 |
| 08.06 | 20.30 | Pakistan  | 0:3   | Bułgaria  | 17:25 | 12:25 | 21:25 |       |   | 7500   | 2 |

Dzień 2
| Data  | Godz. | Drużyna 1 | Wynik | Drużyna 2 | 1     | 2     | 3     | 4     | 5 | Widzów | * |
| ----- | ----- | --------- | ----- | --------- | ----- | ----- | ----- | ----- | - | ------ | - |
| 09.06 | 17:30 | Egipt     | 3:0   | Pakistan  | 25:13 | 25:22 | 26:24 |       |   | 900    | 3 |
| 09.06 | 20:30 | Francja   | 1:3   | Bułgaria  | 19:25 | 28:26 | 23:25 | 25:27 |   | 13000  | 4 |

Dzień 3
| Data  | Godz. | Drużyna 1 | Wynik | Drużyna 2 | 1     | 2     | 3     | 4     | 5 | Widzów | * |
| ----- | ----- | --------- | ----- | --------- | ----- | ----- | ----- | ----- | - | ------ | - |
| 10.06 | 17:30 | Pakistan  | 1:3   | Francja   | 25:21 | 20:25 | 19:25 | 13:25 |   | 1500   | 5 |
| 10.06 | 20:30 | Bułgaria  | 3:1   | Egipt     | 25:16 | 25:18 | 20:25 | 25:12 |   | 11000  | 6 |

### Nagrody indywidualne
| Najlepszy punktujący | Najlepszy atakujący | Najlepszy blokujący | Najlepszy zagrywający | Najlepszy broniący | Najlepszy libero | Najlepszy rozgrywający | Najlepszy przyjmujący |
| -------------------- | ------------------- | ------------------- | --------------------- | ------------------ | ---------------- | ---------------------- | --------------------- |
| Earvin N'Gapeth      | Todor Aleksijew     | Teodor Todorow      | Ahmed Abdel Naeim     | Teodor Sałparow    | Wael Al Aydy     | Abdalla Ahmed          | Teodor Sałparow       |

## III Światowy Turniej Kwalifikacyjny – Berlin

### Drużyny uczestniczące
- Niemcy
- Kuba
- Indie
- Czechy

### Tabela
| Lp. | Drużyna | Pkt | Mecze | Mecze | Mecze | Sety | Sety | Sety  | Małe punkty | Małe punkty | Małe punkty |
| Lp. | Drużyna | Pkt | M     | W     | P     | wyg. | prz. | ratio | zdob.       | str.        | ratio       |
| --- | ------- | --- | ----- | ----- | ----- | ---- | ---- | ----- | ----------- | ----------- | ----------- |
| 1   | Niemcy  | 8   | 3     | 3 (1) | 0 (0) | 9    | 3    | 3.000 | 281         | 247         | 1.138       |
| 2   | Kuba    | 7   | 3     | 2 (0) | 1 (1) | 8    | 4    | 2.000 | 283         | 258         | 1.097       |
| 3   | Czechy  | 3   | 3     | 1 (0) | 2 (0) | 5    | 6    | 0.833 | 262         | 255         | 1.027       |
| 4   | Indie   | 0   | 3     | 0 (0) | 3 (0) | 0    | 9    | 0.000 | 159         | 225         | 0.707       |

### Wyniki spotkań
Dzień 1
| Data  | Godz. | Drużyna 1 | Wynik | Drużyna 2 | 1     | 2     | 3     | 4     | 5 | Widzów | * |
| ----- | ----- | --------- | ----- | --------- | ----- | ----- | ----- | ----- | - | ------ | - |
| 08.06 | 17:00 | Czechy    | 1:3   | Kuba      | 29:27 | 23:25 | 23:25 | 21:25 |   | 1150   | 1 |
| 08.06 | 20.00 | Indie     | 0:3   | Niemcy    | 16:25 | 19:25 | 15:25 |       |   | 2100   | 2 |

Dzień 2
| Data  | Godz. | Drużyna 1 | Wynik | Drużyna 2 | 1     | 2     | 3     | 4     | 5     | Widzów | * |
| ----- | ----- | --------- | ----- | --------- | ----- | ----- | ----- | ----- | ----- | ------ | - |
| 09.06 | 15:00 | Indie     | 0:3   | Czechy    | 19:25 | 13:25 | 23:25 |       |       | 1360   | 3 |
| 09.06 | 18:00 | Niemcy    | 3:2   | Kuba      | 25:21 | 25:17 | 21:25 | 17:25 | 20:18 | 4550   | 4 |

Dzień 3
| Data  | Godz. | Drużyna 1 | Wynik | Drużyna 2 | 1     | 2     | 3     | 4     | 5 | Widzów | * |
| ----- | ----- | --------- | ----- | --------- | ----- | ----- | ----- | ----- | - | ------ | - |
| 10.06 | 14:00 | Kuba      | 3:0   | Indie     | 25:12 | 25:22 | 25:20 |       |   | 1290   | 5 |
| 10.06 | 17:00 | Niemcy    | 3:1   | Czechy    | 25:22 | 23:25 | 25:23 | 25:21 |   | 4110   | 6 |

### Nagrody indywidualne
| Najlepszy punktujący | Najlepszy atakujący | Najlepszy blokujący | Najlepszy zagrywający | Najlepszy broniący | Najlepszy libero | Najlepszy rozgrywający | Najlepszy przyjmujący |
| -------------------- | ------------------- | ------------------- | --------------------- | ------------------ | ---------------- | ---------------------- | --------------------- |
| Jan Štokr            | Karel Linz          | Danger Quintana     | Georg Grozer          | Markus Steuerwald  | Václav Kopáček   | K.J. Kapildev          | Václav Kopáček        |